# Massengräber in Ruše

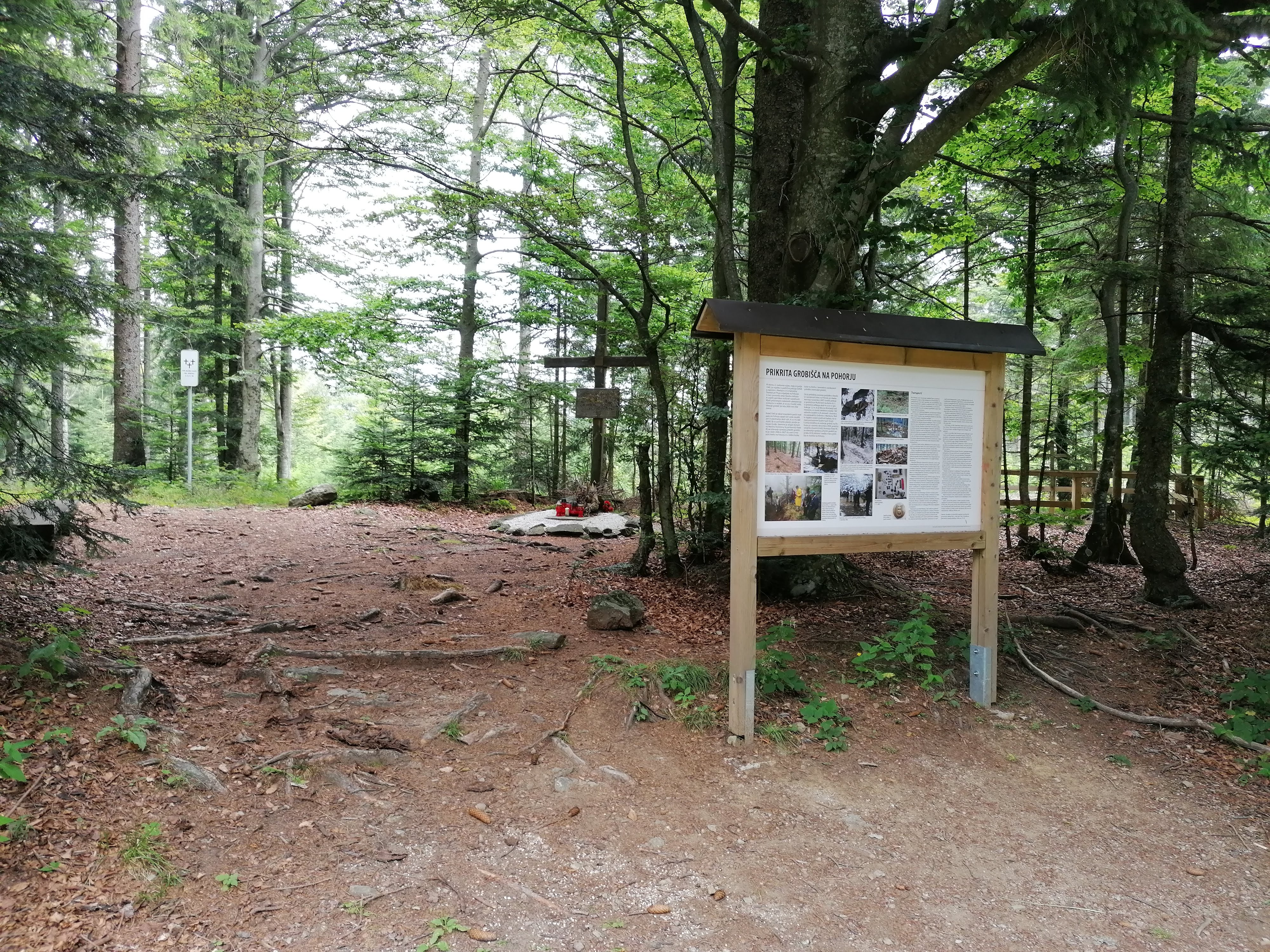
Gedenkstätte für ein Massengrab bei Areh

Auf dem Gebiet der Gemeinde Ruše in Slowenien wurden bisher 16 versteckte Massengräber aus der Zeit unmittelbar nach dem Zweiten Weltkrieg nahe der Ortschaft Lobnica gefunden.
- Die Massengräber an der Ruše-Hütte bei Sveti Areh (St. Heinrich am Bacher) (slowenisch: Grobišče pri Ruški koči na Arehu) befinden sich östlich der Kirche des Heiligen Heinrich in Frajhajm (Gemeinde Slovenska Bistrica). Sie enthalten die sterblichen Überreste von zivilen Opfern und Kriegsgefangenen, die aus Maribor und Umgebung gebracht und im Mai und Juni 1945 ermordet wurden.[3][4][5][6][7][8][9][10][11][12][13][14][15][16]

Die sterblichen Überreste von 190 Opfern wurden 2006 aus dem Massengrab Grobišče pri Ruški koči na Arehu exhumiert und in ein Beinhaus auf dem Friedhof Dobrava im Südosten Maribors umgebettet.